# 服部千春
服部千春（1937年2月—）是日本汉学家、著名《孙子兵法》研究家。

## 简介
服部千春昭和十三年出生于日本东京都，从小就受到中华文化的陶冶，热爱《孙子兵法》、《六韬》、《三略》等兵法书籍，而后毕业于日本大学中国文学科，获得哲学博士学位，大学毕业论文名叫《孙子十三篇之考证》。后来自称为“孙子门徒”。
二十世纪七十年代，服部千春著述《新编孙子十三篇》（全五卷），1974年在他访华期间，将此书呈献给毛泽东，并说：“登山之路不一，望巅之月相同”。此书后来被中国兵法研究学者谢国良、吴如嵩的帮助下改作《孙子兵法校解》，1987年3月由中国军事科学出版社出版。毛泽东的“军事教育顾问”郭化若将军还为此书题写了书名。1975年，他又与中国著名书法家李铎合作出版了《孙子兵法新校字帖》，开创了《孙子》书法字帖的先河。
2003年底，服部千春在日本成立了孙子兵法国际研究中心，并且发起将孙子列为世界五大圣人的签名活动。

## 学历
- 日本大学哲学博士学位
- 南开大学文学博士学位

## 履历
- 中国孙子兵法研究会
- 苏州市孙武子研究会
- 银雀山兵学文化研究会高级顾问
- 山东孙子研究会海外特邀顾问
- 天津社会科学院客座研究员暨孙子研究中心名誉主任

## 学术思想
服部千春认为：孙子是一位和平主义者，并且在“21世纪孙子兵法应用国际讲坛”上，和其他中外专家学者一起签署了倡议书，建议联合国教科文组织把孙子列为世界人物遗产。 

## 作品
- 《新编孙子十三篇》（全五卷）
- 《孙子兵法新校字帖》
- 《孙子圣典》

## 奖项荣誉
- 联合国和平奖
- 美国总统金奖
- 英国剑桥大学“世界哲人奖”
- 日本世界和平文化财团“世界和平大骑士勋章”
- 日本文化振兴会“国际学术荣誉奖”

## 相关资料
《孙子兵法》在中国唐朝由日本留学生吉备真备传入日本，在德川幕府之后，日本掀起研究孙子的浪潮。
- 藤塚邻、森西洲《孙子新释》
- 佐藤坚司《孙子的思想史研究》
- 大桥武夫《用兵法经营》
- 佐藤铁太郎《孙子御进讲录》。

## 脚注
1. ↑  世界人物遗产：目前被列为世界人物遗产的四圣是——古希腊的苏格拉底、古印度的释迦牟尼、中国春秋的孔子、中东的基督教创始人耶酥